# Élections législatives de 2012 dans l'Aube
Les élections législatives françaises de 2012 se déroulent les 10 et 17 juin 2012. Dans le département de l'Aube, trois députés sont à élire dans le cadre de trois circonscriptions, soit le même nombre d'élus malgré le redécoupage électoral qui n'affecte pas la 2e circonscription.

## Élus
| Circonscription | Député sortant     | Parti | Parti | Député élu ou réélu | Parti | Parti |
| --------------- | ------------------ | ----- | ----- | ------------------- | ----- | ----- |
| 1re             | Nicolas Dhuicq     |       | UMP   | Nicolas Dhuicq      |       | UMP   |
| 2e              | Jean-Claude Mathis |       | UMP   | Jean-Claude Mathis  |       | UMP   |
| 3e              | Gérard Menuel      |       | UMP   | François Baroin     |       | UMP   |

## Impact du redécoupage territorial
Le collectif Regards citoyens a évalué, en décembre 2009, l'impact politique du redécoupage électoral, en se basant sur les résultats des élections législatives de 2002 et de 2007 et en réaffectant les bureaux de vote aux circonscriptions redécoupées. Pour l'Aube, cette projection n'indique aucun changement sur les trois sièges contrôlées par la droite en 2007.
Le canton de Méry-sur-Seine passe de la 3e à la 1re.

## Positionnement des partis
La composition se fait essentiellement comme ceci :
- Un candidat soutenu par l’UMP, le Nouveau Centre et Chasse, pêche, nature et traditions ;
- Un candidat soutenu par le Parti socialiste, le Parti radical de gauche, et Europe Écologie Les Verts ;
- Un candidat du Front national ;
- Un candidat du Front de gauche ;
- Un candidat de Lutte ouvrière ;
- Un candidat du MoDem ;
- Un candidat du Mouvement écologiste indépendant
- Un candidat de Debout la République ;
- Plusieurs autres candidats de partis de droite et de gauche.

## Résultats

### Résultats à l'échelle du département
| Parti          | Parti                                 | Premier tour | Premier tour | Second tour | Second tour | Sièges |
| Parti          | Parti                                 | Voix         | %            | Voix        | %           | Sièges |
| -------------- | ------------------------------------- | ------------ | ------------ | ----------- | ----------- | ------ |
|                | Union pour un mouvement populaire     | 45 682       | 38,33        | 60 534      | 52,60       | 3      |
|                | Divers droite dont DLR, PCD           | 1 737        | 1,46         |             |             | 0      |
|                | Droite parlementaire                  | 47 419       | 39,79        | 60 534      | 52,60       | 3      |
|                |                                       |              |              |             |             |        |
|                | Parti socialiste                      | 23 885       | 20,04        | 32 919      | 28,60       | 0      |
|                | Parti radical de gauche               | 10 703       | 8,98         | 12 407      | 10,78       | 0      |
|                | Divers gauche dont MRC                | 299          | 0,25         |             |             | 0      |
|                | Majorité présidentielle               | 34 887       | 29,28        | 45 326      | 39,38       | 0      |
|                |                                       |              |              |             |             |        |
|                | Front national                        | 25 102       | 21,06        | 9 226       | 8,02        | 0      |
|                | Front de gauche                       | 4 802        | 4,03         |             |             | 0      |
|                | Mouvement démocrate                   | 3 752        | 3,15         | 0           |             |        |
|                | Divers écologiste dont MÉI, AÉI et GÉ | 2 010        | 1,69         | 0           |             |        |
|                | Extrême gauche dont LO et POI         | 1 194        | 1,00         | 0           |             |        |
|                |                                       |              |              |             |             |        |
| Inscrits       | Inscrits                              | 203 806      | 100,00       | 203 513     | 100,00      | 3      |
| Abstentions    | Abstentions                           | 82 739       | 40,6         | 84 655      | 41,6        |        |
| Votants        | Votants                               | 121 067      | 59,4         | 118 858     | 58,4        |        |
| Blancs et nuls | Blancs et nuls                        | 1 901        | 1,57         | 3 772       | 3,17        |        |
| Exprimés       | Exprimés                              | 119 166      | 98,43        | 115 086     | 96,83       |        |

### Résultats par circonscription

#### Première circonscription (Troyes - Bar-sur-Aube)
| Candidat       | Candidat                     | Parti          | Premier tour | Premier tour | Second tour | Second tour |  |
| Candidat       | Candidat                     | Parti          | Voix         | %            | Voix        | %           |  |
| -------------- | ---------------------------- | -------------- | ------------ | ------------ | ----------- | ----------- |  |
|                | Nicolas Dhuicq sortant réélu | UMP (NC)       | 13 397       | 35,04        | 17 122      | 44,18       |  |
|                | René Gaudot                  | PRG (PS, EÉLV) | 10 703       | 27,99        | 12 407      | 32,01       |  |
|                | Bruno Subtil                 | RBM (FN)       | 9 669        | 25,29        | 9 226       | 23,80       |  |
|                | Pascal Landréat              | CpF (MoDem)    | 2 560        | 6,70         |             |             |  |
|                | Marie-Laurence Egmann        | MÉI            | 794          | 2,08         |             |             |  |
|                | Lionel Paillard              | LO             | 586          | 1,53         |             |             |  |
|                | Élisabeth Marzé              | DLR            | 529          | 1,38         |             |             |  |
|                |                              |                |              |              |             |             |  |
| Inscrits       | Inscrits                     | Inscrits       | 64 707       | 100,00       | 64 415      | 100,00      |  |
| Abstentions    | Abstentions                  | Abstentions    | 25 693       | 39,71        | 24 937      | 38,71       |  |
| Votants        | Votants                      | Votants        | 39 014       | 60,29        | 39 478      | 61,29       |  |
| Blancs et nuls | Blancs et nuls               | Blancs et nuls | 776          | 1,99         | 723         | 1,83        |  |
| Exprimés       | Exprimés                     | Exprimés       | 38 238       | 98,01        | 38 755      | 98,17       |  |

#### Deuxième circonscription (Troyes - Bar-sur-Seine)
| Candidat       | Candidat                         | Parti                | Premier tour | Premier tour | Second tour | Second tour |  |
| Candidat       | Candidat                         | Parti                | Voix         | %            | Voix        | %           |  |
| -------------- | -------------------------------- | -------------------- | ------------ | ------------ | ----------- | ----------- |  |
|                | Jean-Claude Mathis sortant réélu | UMP                  | 16 608       | 38,55        | 23 361      | 57,24       |  |
|                | Yves Fournier                    | PS                   | 12 986       | 30,15        | 17 453      | 42,76       |  |
|                | Gérard Cianni                    | RBM (FN)             | 8 700        | 20,20        |             |             |  |
|                | Jean-Pierre Cornevin             | FG (PCF)             | 2 084        | 4,84         |             |             |  |
|                | Karima Ouadah                    | CpF (MoDem)          | 621          | 1,44         |             |             |  |
|                | Claudine François-Wilser         | MÉI                  | 481          | 1,12         |             |             |  |
|                | Sébastien Fournillon             | PCD (UDR, MPF, CNIP) | 444          | 1,03         |             |             |  |
|                | Michèle Roux                     | AÉI                  | 366          | 0,85         |             |             |  |
|                | Claudia Martins-Amado            | DLR                  | 363          | 0,84         |             |             |  |
|                | Marie-Pierre Marc                | LO                   | 291          | 0,68         |             |             |  |
|                | Bernard Waymel                   | RS                   | 133          | 0,31         |             |             |  |
|                |                                  |                      |              |              |             |             |  |
| Inscrits       | Inscrits                         | Inscrits             | 72 912       | 100,00       | 72 910      | 100,00      |  |
| Abstentions    | Abstentions                      | Abstentions          | 29 104       | 39,92        | 30 237      | 41,47       |  |
| Votants        | Votants                          | Votants              | 43 808       | 60,08        | 42 673      | 58,53       |  |
| Blancs et nuls | Blancs et nuls                   | Blancs et nuls       | 731          | 1,67         | 1 859       | 4,36        |  |
| Exprimés       | Exprimés                         | Exprimés             | 43 077       | 98,33        | 40 814      | 95,64       |  |

#### Troisième circonscription (Nogent-sur-Seine)
| Candidat       | Candidat                      | Parti          | Premier tour | Premier tour | Second tour | Second tour |  |
| Candidat       | Candidat                      | Parti          | Voix         | %            | Voix        | %           |  |
| -------------- | ----------------------------- | -------------- | ------------ | ------------ | ----------- | ----------- |  |
|                | François Baroin sortant réélu | UMP            | 15 677       | 41,42        | 20 051      | 56,45       |  |
|                | Lorette Joly                  | PS             | 10 899       | 28,79        | 15 466      | 43,55       |  |
|                | Mireille Cazard               | RBM (FN)       | 6 733        | 17,79        |             |             |  |
|                | Pierre Mathieu                | FG (PCF)       | 2 718        | 7,18         |             |             |  |
|                | Alain Carsenti                | CpF (MoDem)    | 571          | 1,51         |             |             |  |
|                | Dominique Deharbe             | Divers gauche  | 299          | 0,79         |             |             |  |
|                | Véronique Guidat              | DLR            | 268          | 0,71         |             |             |  |
|                | Pierre Bissey                 | LO             | 231          | 0,61         |             |             |  |
|                | Ghislain Wysocinski           | AÉI            | 200          | 0,53         |             |             |  |
|                | Sylvie Kletty                 | MÉI            | 169          | 0,45         |             |             |  |
|                | Christian Bernaud             | POI            | 86           | 0,23         |             |             |  |
|                | Maurice Bernardié             | PRG            | 0            | 0,00         |             |             |  |
|                |                               |                |              |              |             |             |  |
| Inscrits       | Inscrits                      | Inscrits       | 66 187       | 100,00       | 66 188      | 100,00      |  |
| Abstentions    | Abstentions                   | Abstentions    | 27 939       | 42,21        | 29 481      | 44,54       |  |
| Votants        | Votants                       | Votants        | 38 248       | 57,79        | 36 707      | 55,46       |  |
| Blancs et nuls | Blancs et nuls                | Blancs et nuls | 397          | 1,04         | 1 190       | 3,24        |  |
| Exprimés       | Exprimés                      | Exprimés       | 37 851       | 98,96        | 35 517      | 96,76       |  |